# 溫逸朗
溫逸朗（英語：Francis Wan，1987年—），香港古典結他手。

## 生平
初中時期開始接觸結他，曾於校際音樂節連續三屆於不同結他比賽項目中贏取五項冠軍。後來獲香港演藝學院音樂系取錄修讀音樂文憑課程，主修結他演奏，師隨 Tina K. Lo。鍾情西班牙、南美曲風的他，曾遠赴歐洲多個城市跟隨國際知名結他大師深造，包括 John Williams、Pepe Romero、Alvaro Pierri 及 Hubert Kappel 等等。
溫逸朗曾參與不同形式的演出和音樂工作。曾擔任903id club 拉闊合奏會「陳柏宇x周柏豪」表演嘉賓，又曾參與台灣殿堂級歌手蔡琴的專輯中《偶然》的編曲及錄音工作。2012年推出首張個人結他大碟《Opus One》，隨即獲各大媒體報導及訪問，遂開始為人熟識，參與更多大大小小的音樂活動，包括與流行歌手組合糖兄妹合作，為香港電台與香港藝術發展局合辦的《好想藝術全城唱》任表演嘉賓、同年9月獲香港小交響樂團邀請參與在ArtisTree 的駐場計劃《Work in Progress》系列節目，舉行「溫逸朗結他獨奏會 － My Opus One @ ArtisTree」演出、2013年獲香港管弦樂團邀請參與3 場以Bach及The Beatles為主題的音樂會、同年5月聯同著名唱作人柳重言及香港原創樂隊Trekkerz 舉行《Francis & Friends Music Live》音樂會等等。

## 外部連結
- 香港管弦樂團網頁溫逸朗介紹
- 明報周刊第2274期《Who's Next：溫逸朗 不求人人都認識我》[永久]